# Christian de Duve
Christian René de Duve (Thames-Ditton, Anglaterra 1917-Nethen, Bèlgica 2013) va ser un bioquímic i professor universitari belga guardonat amb el Premi Nobel de Medicina o Fisiologia l'any 1974.
Fou fill de pares belgues refugiats durant la Primera Guerra Mundial al Regne Unit. L'any 1920 la família va retornar a Bèlgica. De Duve va estudiar medicina a la Universitat Catòlica de Lovaina, on es va doctorar l'any 1941 en bioquímica i d'on fou professor de bioquímica.
Va començar la carrera fent recerques sobre la secreció endocrina del pàncrees, precisament sobre la insulina, arribant a descobrir una altra hormona pancreàtica, el glucagó. També va investigar les funcions físiques dels lisosomes i els peroxisomes, i va descriure el procés pel qual l'acció dels lisosomes permet la introducció d'algunes substàncies en l'interior del nucli cel·lular. Va investigar l'origen biològic de la vida i aquest treball ha contribuït al consens que emergia que la Teoria endosimbiòtica és correcta, una idea que proposa que el mitocondri, cloroplast i altres orgànuls de cèl·lules eucariotes es van originar a partir de l'endosimbiosi procariota associades a cèl·lules eucariotes primitives.
L'any 1974 va compartir el Premi Nobel de Medicina o Fisiologia per haver descrit l'estructura i funcions de l'interior de les cèl·lules amb George Emil Palade i Albert Claude. A més de publicacions científiques va escriure llibres de divulgació sobre bioquimia i l’'origen i l'evolució de la vida.
Va morir després de demanar eutanàsia.